# Onda Branca
Onda Branca é um distrito do município brasileiro de Nova Granada, que integra a Região Metropolitana de São José do Rio Preto, no interior do estado de São Paulo.

## História

### Origem
O distrito tem origem no povoado de Onda Branca, fundado em território do distrito de Mangaratu, no município de Nova Granada.

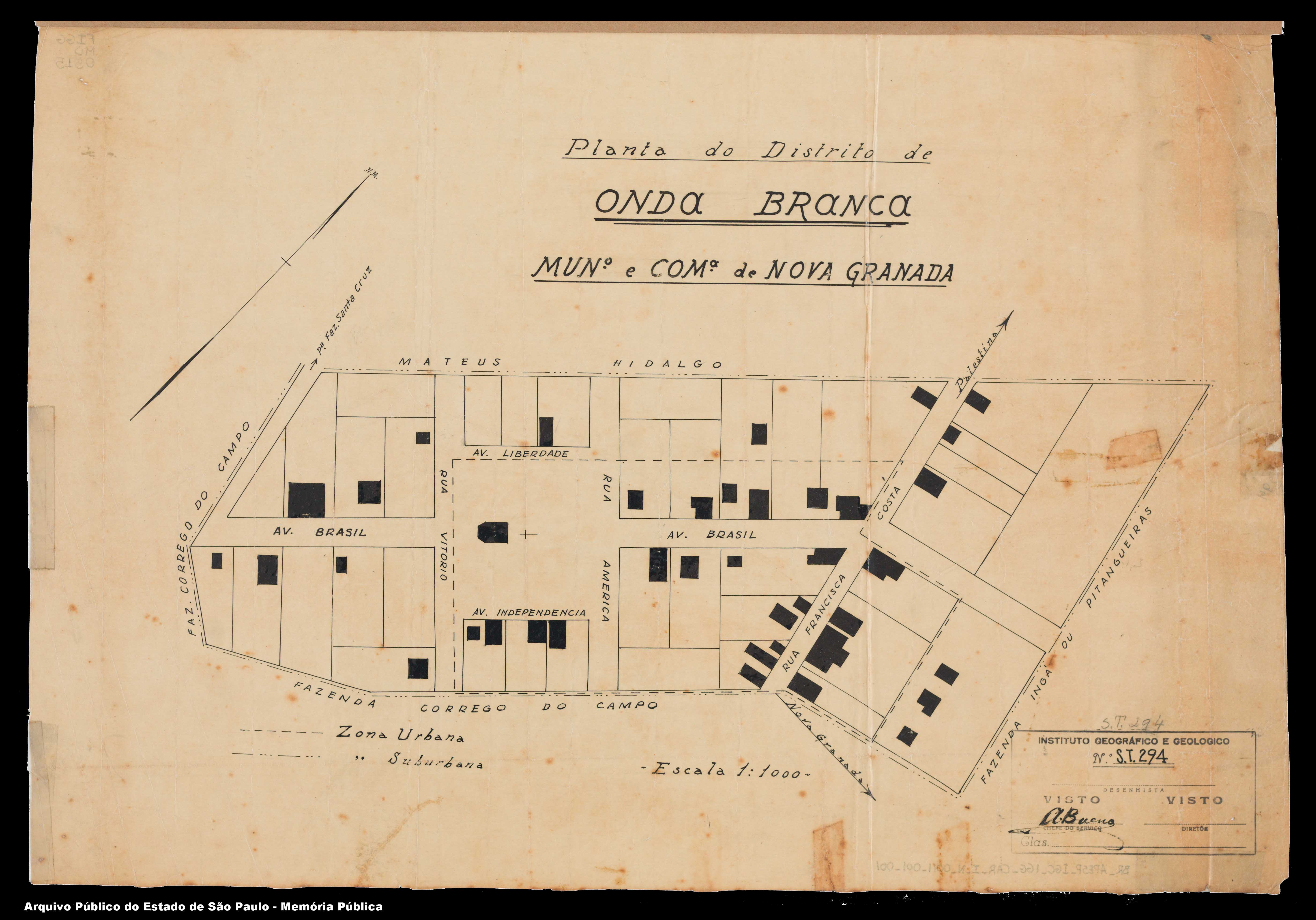
Planta da área urbana original.

### Formação administrativa
- O Decreto nº 10.116 de 14/04/1939 criou a zona de Onda Branca, dividindo o distrito de Mangaratu em duas zonas: 1ª zona - Mangaratu e 2ª zona - Onda Branca[3].
- O distrito de Onda Branca foi criado pelo Decreto-Lei n° 14.334 de 30/11/1944, com a 2ª zona do distrito de Mangaratu mais terras do distrito de Ingás[4].

## Geografia

### Demografia

#### População urbana
| Crescimento população urbana | Crescimento população urbana | Crescimento população urbana | Crescimento população urbana |
| Censo                        | Pop.                         |                              | %±                           |
| ---------------------------- | ---------------------------- | ---------------------------- | ---------------------------- |
| 1950                         | 136                          |                              | —                            |
| 1960                         | 169                          |                              | 24,3%                        |
| 1970                         | 161                          |                              | −4,7%                        |
| 1980                         | 151                          |                              | −6,2%                        |
| 1991                         | 176                          |                              | 16,6%                        |
| 2000                         | 145                          |                              | −17,6%                       |
| 2010                         | 141                          |                              | −2,8%                        |
| 2022                         | 116                          |                              | −17,7%                       |
| Fonte: IBGE e Fundação SEADE |                              |                              |                              |

#### População total
Pelo Censo 2010 (IBGE) a população total do distrito era de 307 habitantes.

### Área territorial
A área territorial do distrito é de 98,686 km².

### Rodovias
O principal acesso ao distrito é a Rodovia Luiz Delbem (SP-423).

## Serviços públicos

### Registro civil
Atualmente é feito na sede do município, pois o Cartório de Registro Civil das Pessoas Naturais do distrito foi extinto pelo  Tribunal de Justiça do Estado de São Paulo, e seu acervo foi recolhido ao cartório do distrito sede.

### Saneamento
O serviço de abastecimento de água é feito pela Companhia de Saneamento Básico do Estado de São Paulo (SABESP).

### Energia
A responsável pelo abastecimento de energia elétrica é a CPFL Paulista, distribuidora do grupo CPFL Energia.

## Religião
O Cristianismo se faz presente no distrito da seguinte forma:

### Igreja Católica
- A igreja faz parte da Diocese de São José do Rio Preto[16].